# Музей турецких евреев
Музей турецких евреев Фонда 500-летия (тур. 500. Yıl Vakfı Türk Musevileri Müzesi) — культурный центр, созданный Фондом 500-летия, рассказывающий о традициях и истории турецких евреев. Он был открыт в Каракёе (Стамбул) 25 ноября 2001 года. Фонд 500-летия был основан в 1989 году 113 турецкими гражданами, как иудеями так и мусульманами, чтобы отметить 500-летнюю годовщину прибытия сефардов в Османскую империю. Идея создания музея была предложена Наимом Гюлерюзом, который ныне является его куратором. Фонд финансировался видной еврейской семьей Камхи.

## История

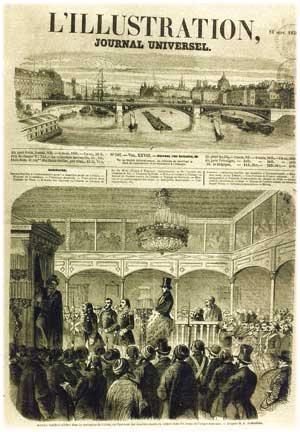
В сентябре 1856 года в синагоге Зюльфарис состоялась церемония памяти еврейских солдат французской армии, сражавшихся и умиравших бок о бок с османскими в боях против русских во время Крымской войны. На этой церемонии присутствовала воинская часть под командованием полковника Гарби-бея.

Здание музея, ранее известное как синагога Зюльфарис, было восстановлено и реконструировано в соответствии с требованиями к музею. Есть свидетельства того, что эта синагога существовала в 1671 году, и её первоначальное здание было построено колонистами из Генуэзской республики. Она упоминается как «Святая Синави (синагога) в Галате» или «Кал Кадош Галата». Название же «Зюльфарис» предположительно происходит от персидского словосочетания, переводимого как «бахрома невесты». На месте старого здания в начале XIX века (возможно в 1823 году) было возведено новое.
В 1882 году было добавлено мраморное обрамление синагогальному ковчегу на пожертвования Самуэля Малки. В 1890 году проходила реконструкция на средства семьи Камондо. В 1904 году реставрационные работы велись еврейской общиной Галаты. В 1968 году синагога была вновь значительно реконструирована, а в 1979 году передана в пользование евреям фракийского происхождения. В 1983 году в синагоге прошла последняя свадебная церемония, спустя два года она была закрыта для богослужений и в конечном итоге передана Фонду 500-летия. В 2001 году перестроенное здание при финансовой поддержке семьи Камхи было открыто в качестве Музея турецких евреев.

## Описание музея

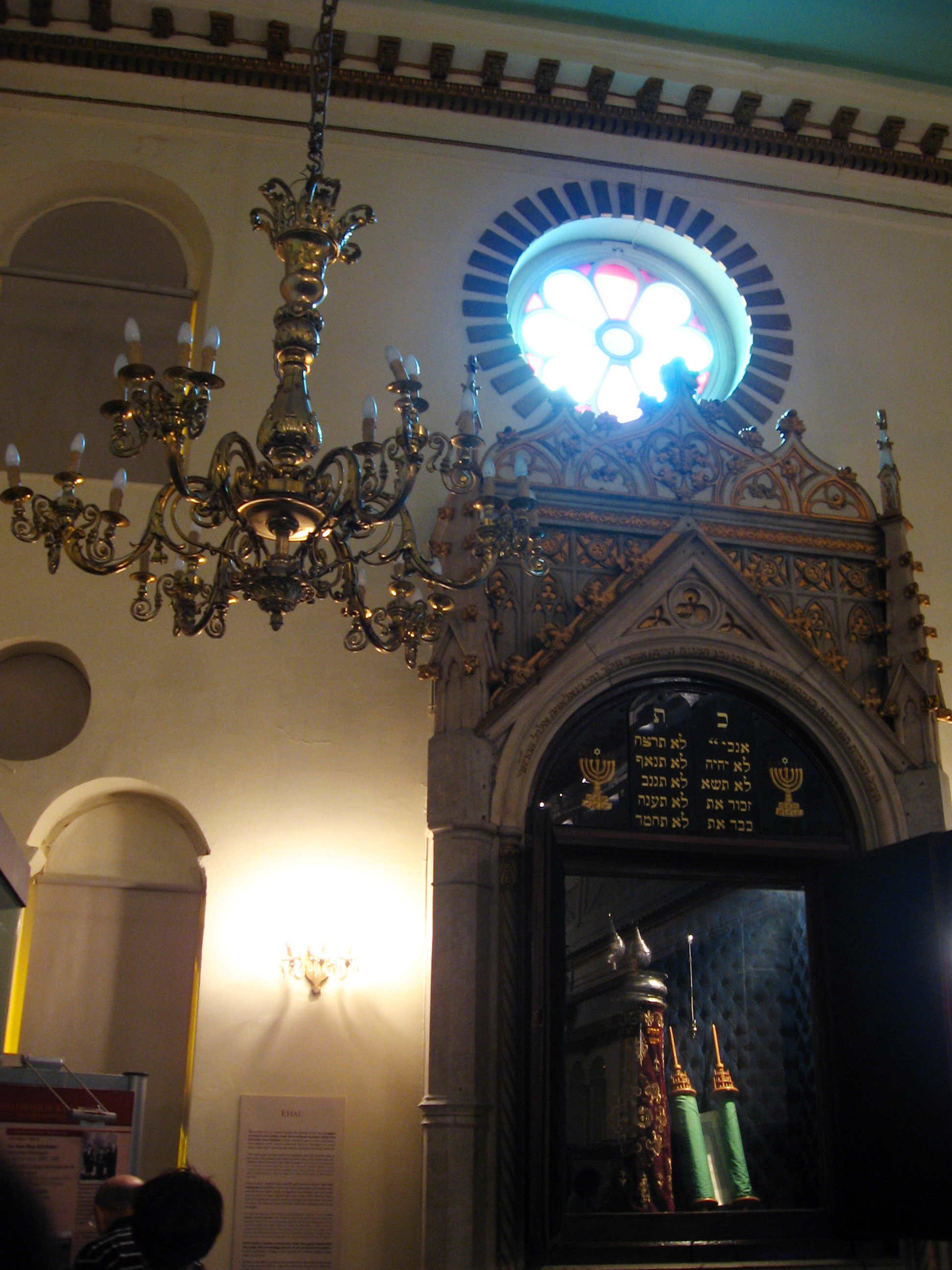
Интерьер синагоги Зюльфарис.

Коллекция Музея турецких евреев включает секции, рассказывающие о смешении культур евреев и турок-мусульман, этнографические материалы, отображающие традиции турецких евреев, а также исторические свидетельства об еврейском переселении из Испании в Турцию.
Вход в музей осуществляется через железные ворота во внутренний двор-колодец, в котором находится металлическая скульптура Надии Ардитти «Статуя Восходящего Огня». Она посвящена памяти о погибших турецких евреях, сражавшихся в войне на Балканах, в Далмации, на Кавказе, в Палестине, Триполитании, Дарданеллах, Корее и Войне за независимость Турции.
На информационных панелях восьмиугольного главного зала у входа рассказывается об истории синагоги Зюльфарис, институте хахам-баши, повседневной жизни евреев, проживающих в Стамбуле и Анатолии. Там же представлены артефакты, такие как карты, талиты, ферманы (указы султанов), копия Лозаннского мирного договора, признавшего суверенитет Турецкой Республики, с которым турецкие евреи теряли статус меньшинства. Ковчег на том же этаже содержит два свитка Торы, которые можно просмотреть. На другой информационной панели представлены еврейские академики, бежавшие в Турцию из Европы во время Второй мировой войны, и турецкие дипломаты, которые помогали евреям избежать Холокоста, некоторые из которых являются праведниками народов мира.